# Giorgio Bernardin
Giorgio Bernardin (ur. 24 lipca 1928, zm. 28 czerwca 2011) – włoski piłkarz grający na pozycji pomocnika. Grał w Sampdorii, US Lecce, SPAL 1907, Interze Mediolan, U.S. Triestina Calcio i AS Romie.
W Serie A rozegrał 207 spotkań i zdobył dwie bramki.